# Дубіно (Гомельський район)
Дубіно (біл. Дубіно) — селище в Гомельському районі Гомельської області Білорусі. Входить до складу Грабовської сільської ради.

## Географія

### Розташування
У 5 км від залізничної станції Терюха (на лінії Гомель — Чернігів), 26 км на південний схід від Гомеля.

## Гідрографія
На річці Песошенька (притока річки Терюха).

## Транспортна мережа
Планування складається з короткої широтної вулиці, забудованій дерев'яними будинками садибного типу.

## Історія
Селище засноване на початку 1920-х років переселенцями з сусідніх сіл. У 1926 році Дубіно мав назву Лісове Урочище, в Носовицькому районі Гомельського округу. У 1931 році жителі вступили в колгосп. Під час німецько-радянської війни у вересні 1943 року німецькі окупанти спалили 34 дворів, 11 жителів загинули на фронті. У 1959 році — в складі радгоспу «Зоря» (центр — село Грабовка).

## Населення

### Чисельність
- 2004 — 16 господарств, 40 жителів.